# ورچوئا فایتر (بازی ویدئویی)
ورچوئا فایتر (به ژاپنی: バーチャファイター ,Bācha Faitā) یک بازی ویدئویی در سبک مبارزه‌ای که توسط یک گروه توسعه‌دهنده بازی‌های ویدئویی به رهبری یو سوزوکی در شرکت ژاپنی سگا ساخته شده است. این بازی اولین قسمت از سری بازی‌های ورچوئا فایتر و اولین بازی مبارزه‌ای آرکید به حساب می‌آید که از گرافیک چندضلعی تمام سه‌بعدی بهره می‌برد. ورچوئا فایتر بعدها با پلت‌فرم‌هایی از جمله سگا سترن، سگا ۳۲اکس و مایکروسافت ویندوز سازگاری پیدا کرد. ورچوئا فایتر در ۲۲ نوامبر ۱۹۹۴ به عنوان بازی زمان عرضه برای کنسول سگا سترن منتشر شد، و سپس در ۲۰ اکتبر ۱۹۹۵ برای کنسول سگا ۳۲اکس عرضه شد.